# J.M. Kerrigan
Joseph Michael Kerrigan (Dublin, 16 december 1884 - Hollywood, 29 april 1964) was een Iers acteur.
Hij begon zijn carrière in het toneel in Abbey Theatre vanaf 1907. Zijn eerste film was Food of Love, een stomme film uit 1916.
Vanaf 1935 vestigde hij zich permanent in Hollywood. Hij speelde vooral kleine rollen. Zijn bekendste films zijn The General Died at Dawn (1936), The Sea Hawk (1940) en 20,000 Leagues Under the Sea (1954). Ondanks die kleine rollen, heeft hij toch een ster op de Hollywood Walk of Fame.
Hij overleed in Hollywood op 79-jarige leeftijd in 1964.